# Neopanorpa globulifera
Neopanorpa globulifera is een insect uit de orde van de schorpioenvliegen (Mecoptera), familie van de schorpioenvliegen (Panorpidae). De wetenschappelijke naam van de soort is voor het eerst geldig gepubliceerd door Byers in 1982.
De soort komt voor in Laos.